# 왕이 되려던 사나이
《왕이 되려던 사나이》(The Man Who Would Be King)는 미국에서 제작된 존 휴스턴 감독의 1975년 영화이다. 러디어드 키플링의 동명의 소설을 바탕으로 제작되었다. 숀 코너리 등이 주연으로 출연하였고 존 포먼 등이 제작에 참여하였다.
대한민국에서는 1984년과 1989년에 각각 KBS와 MBC에서 더빙 방영하였는데, 공교롭게도 양 방송사 모두 《나는 왕이로소이다》라는 제목으로 방영하였다.

## 출연

### 주연
- 숀 코너리
- 마이클 케인
- 크리스토퍼 플러머

### 조연
- 새드 제프리
- 도프미 라비
- 샤키라 케인

## 기타
- 원작자: 러디어드 키플링
- 미술: 토니 잉글리스
- 미술: 알렉상드르 트로너
- 의상: 에디스 헤드
- 배역: 보티 보트라이트

## 한국판 성우진

### KBS (1984년 1월 3일)
- 유강진 - 다니엘(숀 코너리)
- 양지운 - 피치(마이클 케인)
- 최흘 - 키플링(크리스토퍼 플러머)

### MBC (1989년 7월 15일)
- 이규연 - 다니엘(숀 코너리)
- 박일 - 피치(마이클 케인)